# Катастрофа Ил-14 под Махачкалой
Авиакатастрофа под Махачкалой — катастрофа 10 декабря 1969 года самолёта Ил-14П авиакомпании «Аэрофлот», бортовой номер СССР-52010, выполнявшего рейс по маршруту Тбилиси — Махачкала — Астрахань. Вскоре после взлёта самолёт столкнулся со стаей перелётных птиц. Была разрушена кабина экипажа и агрегаты управления, а пилоты выведены из строя. Самолёт потерял управление и упал в Каспийское море. Погибли все 17 человек, находившиеся на борту.

## Обстоятельства катастрофы
Экипаж 112 лётного отряда произвёл посадку в Махачкале в 17:58 и после дозаправки произвёл взлёт в 18:29 в сторону моря. На борту находились 11 пассажиров и, вероятно, безбилетный пассажир — второй пилот Ту-104 112 лётного отряда, находившийся в отпуске. Погода в тот момент была: облачность слоисто-кучевая, видимость 7 км. Через 1 минуту 45 сек. после взлёта КВС доложил о нём. После запроса диспетчера данных о погоде (о нижней кромке облаков) экипаж доложил, что над морем наблюдалась разорванно-слоистая облачность 120—150 м, не указанная в прогнозе погоды. Затем в течение 11 минут радиообмена не было, а после экипаж на связь не вышел и на запросы не отвечал. Самолет был обнаружен 11 декабря на глубине 10 м в 3500 м от берега на удалении 8 км. Полет продолжался около четырёх минут. Самолет набрал высоту 250—280 м и выполнил левый разворот на курс следования над морем и на высоте 300—350 м вышел из разворота, продолжая набор высоты. На высоте 350—400 м возникла скоротечная аварийная обстановка, приведшая к непроизвольному снижению с большой вертикальной скоростью и столкновению с поверхностью воды под большим углом в 18:33.
В течение нескольких последующих дней на берег были выброшены различные мелкие обломки самолёта, а также трупы всех трёх находившихся на борту детей и труп женщины. Со дна были подняты различные части самолёта, в том числе оба двигателя и элементы пилотской кабины, а также часть тела мужчины. Было установлено, что при столкновении с поверхностью моря оба двигателя работали, а шасси и закрылки были убраны. Между рёбер цилиндров левого двигателя обнаружены кости черепа птицы, а в кусках теплоизоляции кабины пилотов — остатки крыльев и многочисленные перья.
Комиссия, расследовавшая происшествие, пришла к выводу, что скорее всего причиной катастрофы стало столкновение со стаей птиц. Точную причину назвать было сложно в связи с сильным разрушением и затоплением самолёта. В данный период наблюдается миграция гусей, цапель и других птиц на высоте 300—400 м в любое время суток. В результате столкновения произошло разрушение пилотской кабины с выводом из строя членов экипажа.